# Adrian Edmondson
Adrian Charles Edmondson (Bradford, Yorkshire, Engeland, 24 januari 1957) is een Engels acteur, auteur, komiek en muzikant. Edmondson maakte deel uit van The Comic Strip, en speelde in de daaruit volgende jaren 80-serie The Young Ones. In veel van zijn producties speelde hij samen met Rik Mayall, onder andere in Bottom als Edward Elizabeth Hitler (Eddie).
In 1995 publiceerde Edmondson de roman The gobbler. Verder schreef hij het boek How To Be A Complete Bastard, waar ook een bordspel van werd uitgebracht. Verder regisseerde hij enkele videoclips, waaronder Fiesta van The Pogues, When I Grow Up van zangeres Michelle Shocked en This Town van Elvis Costello. Ook was hij te zien in videoclips. Sinds 2008 speelt Edmondson in de band The Bad Shepherds.
Edmondson is sinds 11 mei 1985 getrouwd met Jennifer Saunders, vroeger ook lid van het Comic Strip-team, en ze hebben samen drie dochters: Ella (1986), Beatrice (1987) en Freya (1990) en enkele kleinkinderen. Edmondson was tussen 1976 en 1979 getrouwd met Anna.
In juli 2007 kregen Edmondson en Saunders beiden een eredoctoraat van de Universiteit van Exeter.
In 2013 won hij Celebrity Masterchef. In 2018 speelden Edmondson en Nigel Planer in het door henzelf geschreven stuk Vulcan 7, dat op tournee door het Verenigd Koninkrijk ging.

## Filmografie
- Alien: Earth als Atom Eins (televisieserie, 2025-heden)
- Lego Star Wars: The Skywalker Saga computerspel - Captain Peavey (2022)
- Eastenders televisieserie - Daniel Cook (2019-2020)
- Star Wars: Episode VIII - The Last Jedi - Captain Peavey (2017)
- Holby City televisieserie - Percy 'Abra' Durant (39 afl., 2005-2008)
- Teenage Kicks televisieserie - Vernon (8 afl., 2008)
- Miss Austen Regrets (Televisiefilm, 2008) - Henry Austen
- A Bucket o' French & Saunders Televisieserie - Rol onbekend (Episode 1.4, 2007)
- Surviving Disaster televisieserie - Legasov (Afl., Chernobyl Nuclear Disaster, 2006)
- Twisted Tales televisieserie - Ed Barnes (Afl., Cursed House, 2005)
- Terkel in Trouble (2004) - Terkel (Voice-over: Engelse versie)
- Doctors and Nurses televisieserie - Dr. Roy Glover (Afl. onbekend, 2004)
- Jonathan Creek televisieserie - Brendan Baxter (5 afl., 2003-2004)
- Bottom Live 2003: Weapons Grade Y-Fronts Tour (Video, 2003) - Edward Hitler
- Bottom 2001: An Arse Oddity(Video, 2001) - Eddie
- The Comic Strip Presents... televisieserie - Verschillende rollen (1982-2000)
- Guest House Paradiso (1999) - Eddie Elizabeth Ndingombaba (tevens regie)
- The Man (televisiefilm, 1999) - Alex
- French and Saunders televisieserie - James Macaroon (Afl., Titanic, 1998)
- Absolutely Fabulous: Absolutely Not! (Video, 1998) - Hamish
- Captain Star televisieserie - Limbs Jones (Voice-over, 1997-1998)
- Jack and the Beanstalk (televisiefilm, 1998) - Dame Dolly
- Bottom Live 3: Hooligan's Island (Video, 1997) - Edward Hitler
- Spitting Image televisieserie - Verschillende stemmen (Voice-over, 1984-1996)
- Bottom Live: The Big Number 2 Tour (Video, 1995) - Edward Hitler
- Look at the State We're In! (Mini-serie, 1995) - Dewhurst
- Bottom televisieserie - Edward 'Eddie' Elizabeth Hitler (1991, 1992, 1995)
- Young Indiana Jones and the Treasure of the Peacock's Eye (televisiefilm, 1995) - Zyke
- Anna Lee televisieserie - Dominic Jones (Afl., The Cooke's Tale, 1994)
- French and Saunders televisieserie - Tim Goodchance (Afl., Special, 1994)
- Absolutely Fabulous televisieserie - Hamish (2 afl., 1992, 1994)
- If You See God, Tell Him televisieserie - Gordon Spry (Afl. onbekend, 1993)
- Bottom Live (Video, 1993) - Edward Hitler
- Jackanory televisieserie - Voorlezer (Afl., Harvey Angell, 1993)
- The Pope Must Die (1991) - Father Rookie
- News Hounds (televisiefilm, 1990) - Phil Burke
- Rita Rudner televisieserie - Rol onbekend (Episode 1.6, 1990)
- Blackadder Goes Forth televisieserie - Baron von Richtoven (Afl., Private Plane, 1989)
- Snakes and Ladders televisieserie - Giles (Afl. onbekend, 1989)
- Press Gang televisieserie - Simon Knowles (Afl., One Easy Lesson, 1989)
- French and Saunders televisieserie - Rol onbekend (Episode 2.5, 1988)
- Filthy Rich and Catflap televisieserie - Edward Catflap (1987)
- Saturday Live televisieserie - Sir Adrian Dangerous (1986-1987)
- Eat the Rich (1987) - Charles
- Comic Relief (televisiefilm, 1986) - Vyvyan Basterd
- Dangerous Brothers Present: World of Danger (Video, 1986) - Sir Adrian Dangerous
- The Supergrass (1985) - Dennis Carter
- Happy Families televisieserie - Guy Fuddle (3 afl., 1985)
- Honest, Decent & True (1985) - Alun Pickersgill
- The Lenny Henry Show televisieserie - Rol onbekend (Episode 1.4, 1984)
- The Young Ones televisieserie -Vyvyan Basterd (1982, 1984)
- The Magnificent One (televisiefilm, 1982) - Larry
- Kevin Turvey: The Man Behind the Green Door (televisiefilm, 1982) - Keith Marshall
- The Comic Strip (televisiefilm, 1981) - Adrian Dangerous